# جلان وايت
جلان وايت (بالإنجليزية: Glen White)‏ هو مخرج وممثل أمريكي، ولد في 13 يونيو 1880.

## وصلات خارجية
- جلان وايت على موقع IMDb (الإنجليزية)
- جلان وايت على موقع أول موفي (الإنجليزية)
- جلان وايت على موقع قاعدة بيانات برودواي على الإنترنت (الإنجليزية)
- جلان وايت على موقع قاعدة بيانات الفيلم (الإنجليزية)
- جلان وايت على موقع كينوبويسك (الروسية)